# Subaru BRAT
La Subaru BRAT, che al di fuori degli Stati Uniti d'America era conosciuta come 284 (Regno Unito), Brumby (Australia), Shifter, MV, Targa e MPV, è un pick-up prodotto dalla Subaru in Giappone, ma destinata solo all'esportazione. Per questo fu aperta una fabbrica in Nuova Zelanda. Il nome BRAT significa: Bi-drive Recreational All terrain Transporter.

## Progettazione
La Subaru BRAT fu progettata nel 1977 per soddisfare la grande richiesta di pick-up negli Stati Uniti in quegli anni, facendo concorrenza a Mazda, Nissan e Toyota. Era dotata di trazione integrale, lo stesso sistema della Subaru Leone. Le esportazioni negli Stati Uniti sono terminate nel 1987, ma la produzione è terminata nel 1994.

## Motore e trasmissione
Tutte le BRAT erano vendute con un motore Subaru EA. I primi modelli montavano un 1.6, poi è stata aggiunta una versione 1.8. Il cambio automatico era disponibile solo sulle versioni Turbo.

## Noti proprietari
Il presidente americano Ronald Reagan ne ha posseduta una dal 1978 al 1998. La teneva in un suo ranch vicino a Santa Barbara, in California. Ora è di proprietà della Young America's Foundation.

## Curiosità
In Regno Unito ed in Australia il nome Brat è stato cambiato perché la parola brat significa moccioso.